# باب العسل
باب العسل، هو أحد أبواب مدينة تونس العتيقة، بني في العهد العثماني بتونس. سمي بـباب العسل على لقب عائلة بني عسال، وهي عائلة غنية كانت تسكن قرب الباب. كان يسمى أيضا باب سيدي يحيى.

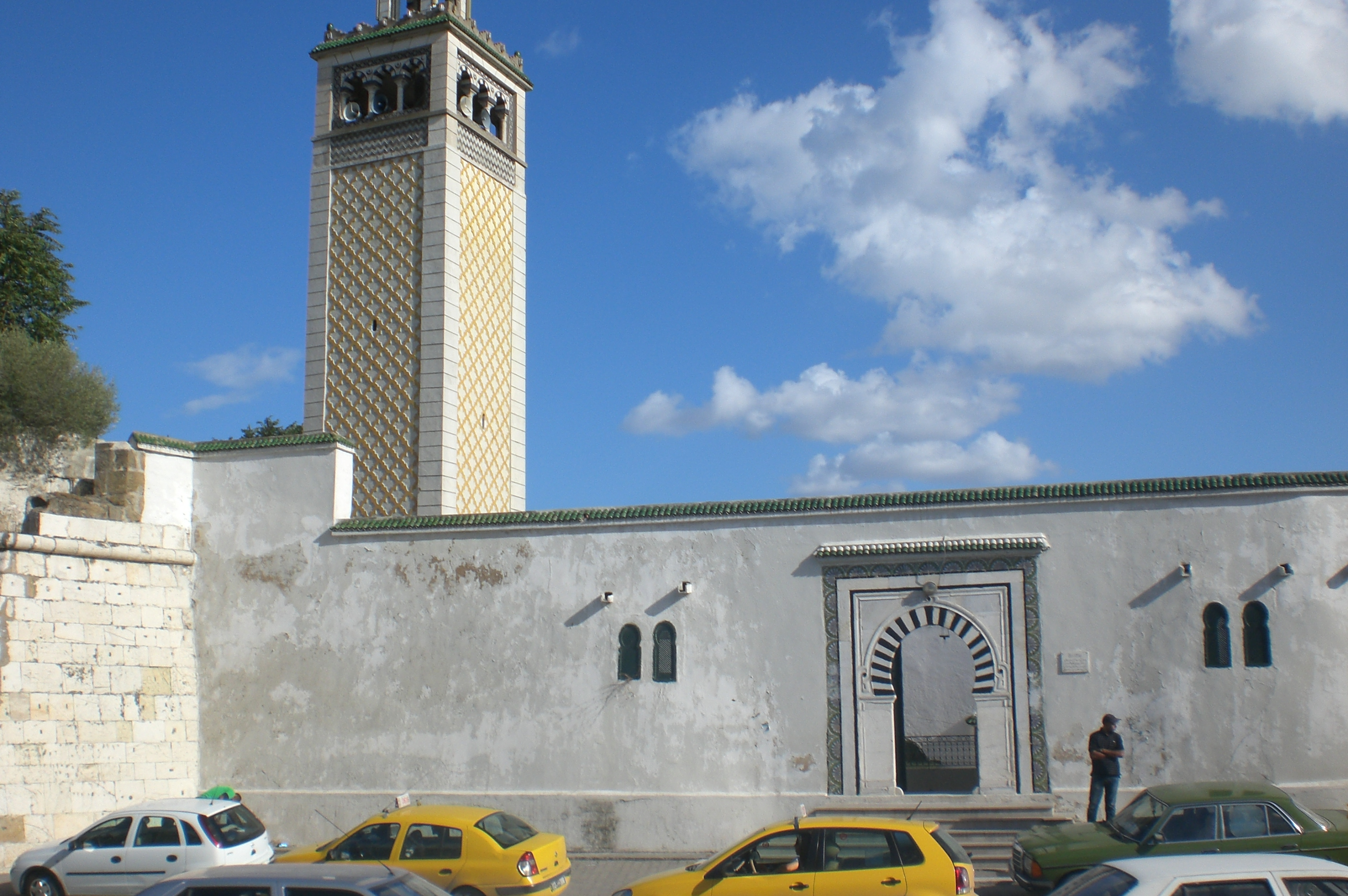
جامع البرج بباب العسل بتونس